# Општина Виља де Алварез (Колима)
Виља де Алварез (шп. Villa de Álvarez) општина је у Мексику у савезној држави Колима. Општина се налази на надморској висини од 532 м.

## Становништво
Према подацима из 2010. у општини је живело 119956 становника.

### Хронологија
| Година       | 2000                  | 2005                   | 2010                   |
| ------------ | --------------------- | ---------------------- | ---------------------- |
| Становништво | 80808 (39315 / 41493) | 100121 (48535 / 51586) | 119956 (58357 / 61599) |

### Попис
| \| \| м \| \| \| ж \| \| 0—2 \| 3.217 \| \| \| 2.965 \| \| 3—5 \| 3.324 \| \| \| 3.115 \| \| 6—11 \| 6.603 \| \| \| 6.429 \| \| 12—14 \| 3.320 \| \| \| 3.046 \| \| 15—17 \| 3.501 \| \| \| 3.412 \| \| 18—24 \| 7.869 \| \| \| 8.578 \| \| 60+ \| 3.471 \| \| \| 4.126 \| \| Просек : \| 28,8 \| \| \| 30,0 \| |       |  |  |       |
| |       |  |  |       |
| | м     |  |  | ж     |
| 0—2 | 3.217 |  |  | 2.965 |
| 3—5 | 3.324 |  |  | 3.115 |
| 6—11 | 6.603 |  |  | 6.429 |
| 12—14 | 3.320 |  |  | 3.046 |
| 15—17 | 3.501 |  |  | 3.412 |
| 18—24 | 7.869 |  |  | 8.578 |
| 60+ | 3.471 |  |  | 4.126 |
| Просек : | 28,8  |  |  | 30,0  |

| #   | Индикатор                                                                                        | Вредност |
| --- | ------------------------------------------------------------------------------------------------ | -------- |
| 1   | Становништво од 0 до 2 године                                                                    | 6182     |
| 2   | Мушко становништво од 0 до 2 године                                                              | 3217     |
| 3   | Женско становништво од 0 до 2 године                                                             | 2965     |
| 4   | Становништво са 3 и више година                                                                  | 111612   |
| 5   | Мушко становништво са 3 и више година                                                            | 54060    |
| 6   | Женско становништво са 3 и више година                                                           | 57552    |
| 7   | Становништво са 5 и више година                                                                  | 107366   |
| 8   | Мушко становништво са 5 и више година                                                            | 51831    |
| 9   | Женско становништво са 5 и више година                                                           | 55535    |
| 10  | Становништво са 12 и више година                                                                 | 92141    |
| 11  | Мушко становништво са 12 и више година                                                           | 44133    |
| 12  | Женско становништво са 12 и више година                                                          | 48008    |
| 13  | Становништво са 15 и више година                                                                 | 85775    |
| 14  | Мушко становништво са 15 и више година                                                           | 40813    |
| 15  | Женско становништво са 15 и више година                                                          | 44962    |
| 16  | Становништво са 18 и више година                                                                 | 78862    |
| 17  | Мушко становништво са 18 и више година                                                           | 37312    |
| 18  | Женско становништво са 18 и више година                                                          | 41550    |
| 19  | Становништво од 3 до 5 година                                                                    | 6439     |
| 20  | Мушко становништво од 3 до 5 година                                                              | 3324     |
| 21  | Женско становништво од 3 до 5 година                                                             | 3115     |
| 22  | Становништво од 6 до 11 година                                                                   | 13032    |
| 23  | Мушко становништво од 6 до 11 година                                                             | 6603     |
| 24  | Женско становништво од 6 до 11 година                                                            | 6429     |
| 25  | Становништво од 8 до 14 година                                                                   | 15035    |
| 26  | Мушко становништво од 8 до 14 година                                                             | 7680     |
| 27  | Женско становништво од 8 до 14 година                                                            | 7355     |
| 28  | Становништво од 12 до 14 година                                                                  | 6366     |
| 29  | Мушко становништво од 12 до 14 година                                                            | 3320     |
| 30  | Женско становништво од 12 до 14 година                                                           | 3046     |
| 31  | Становништво од 15 до 17 година                                                                  | 6913     |
| 32  | Мушко становништво од 15 до 17 година                                                            | 3501     |
| 33  | Женско становништво од 15 до 17 година                                                           | 3412     |
| 34  | Становништво од 18 до 24 године                                                                  | 16447    |
| 35  | Мушко становништво од 18 до 24 године                                                            | 7869     |
| 36  | Женско становништво од 18 до 24 године                                                           | 8578     |
| 37  | Женско становништво од 15 до 49 година                                                           | 36025    |
| 38  | Становништво са 60 и више година                                                                 | 7597     |
| 39  | Мушко становништво са 60 и више година                                                           | 3471     |
| 40  | Женско становништво са 60 и више година                                                          | 4126     |
| 41  | Однос између мушкараца и жена                                                                    | 94.74    |
| 42  | Становништво од нуле до 14 година                                                                | 32019    |
| 43  | Становништво од 15 до 64 године                                                                  | 80779    |
| 44  | Становништво од 65 година и више                                                                 | 4996     |
| 45  | Просечан број деце                                                                               | 1.93     |
| 46  | Становништво рођено у ентитету                                                                   | 83009    |
| 47  | Мушко становништво рођено у ентитету                                                             | 40635    |
| 48  | Женско становништво рођено у ентитету                                                            | 42374    |
| 49  | Становништво рођено у другом ентитету                                                            | 32993    |
| 50  | Мушко становништво рођено у другом ентитету                                                      | 15738    |
| 51  | Женско становништво рођено у другом ентитету                                                     | 17255    |
| 52  | Становништво од 5 година и више резидентно у ентитету у јуну 2005. године                        | 95852    |
| 53  | Мушко становништво старосног доба од 5 година и више, резидентно у ентитету у јуну 2005. године  | 45987    |
| 54  | Женско становништво старосног доба од 5 и више година, резидентно у ентитету у јуну 2005. године | 49865    |
| 55  | Становништво од 5 година и више које је живело у другом ентитету у јуну 2005. године             | 8922     |
| 56  | Мушко становништво старије од 5 година које је живело у другом ентитету у јуну 2005. године      | 4335     |
| 57  | Женско становништво старије од 5 година које је живело у другом ентитету у јуну 2005. године     | 4587     |
| 58  | Становништво од 3 године и више које говори аутохтони језик                                      | 280      |
| 59  | Мушко становништво старо 3 године и више које говори аутохтони језик                             | 165      |
| 60  | Женско становништво старо 3 године и више које говори аутохтони језик                            | 115      |
| 61  | Становништво од 3 године и више које говори аутохтони језик и не говори шпански језик            | 1        |
| 62  | Мушко становништво старо 3 године и више које говори аутохтони језик и не говори шпански         | 1        |
| 63  | Женско становништво старо 3 године и више које говори аутохтони језик и не говори шпански језик  | 0        |
| 64  | Становништво старо 3 године и више које говори аутохтони језик и шпански                         | 172      |
| 65  | Мушко становништво старо 3 године и више које говори аутохтони језик и шпански                   | 102      |
| 66  | Женско становништво старо 3 године и више које говори аутохтони језик и шпански                  | 70       |
| 67  | Становништво од 5 година и више које говори аутохтони језик                                      | 278      |
| 68  | Становништво од 5 година и више које говори аутохтони језик и не говори шпански језик            | 1        |
| 69  | Становништво од 5 година и више које говори аутохтони језик и говори шпански језик               | 171      |
| 70  | Становништво у домородачким домаћинствима                                                        | 660      |
| 71  | Становништво са ограничењима у активностима                                                      | 4081     |
| 72  | Становништво са ограниченим ходањем или кретањем, горе или доле                                  | 2366     |
| 73  | Становници са ограничењима вида, чак и уз кориштење сочива                                       | 882      |
| 74  | Становништво са ограничењима говора, комуникације или конверзације                               | 416      |
| 75  | Становништво са ограниченим слухом                                                               | 407      |
| 76  | Становништво са ограничењима при одевању, купању или јелу                                        | 285      |
| 77  | Становништво са ограничењима у опажању или учењу једноставних ствари                             | 276      |
| 78  | Становништво са менталним ограничењима                                                           | 413      |
| 79  | Становништво без ограничења активности                                                           | 113247   |
| 80  | Становништво од 3 до 5 година које не похађа школу                                               | 2539     |
| 81  | Мушко становништво од 3 до 5 година које не похађа школу                                         | 1325     |
| 82  | Женско становништво од 3 до 5 година које не похађа школу                                        | 1214     |
| 83  | Становништво од 6 до 11 година које не похађа школу                                              | 244      |
| 84  | Мушко становништво од 6 до 11 година које не похађа школу                                        | 148      |
| 85  | Женско становништво од 6 до 11 година које не похађа школу                                       | 96       |
| 86  | Становништво од 12 до 14 година које не похађа школу                                             | 277      |
| 87  | Мушко становништво од 12 до 14 година које не похађа школу                                       | 176      |
| 88  | Женско становништво од 12 до 14 година које не похађа школу                                      | 101      |
| 89  | Становништво од 15 до 17 година похађа школу                                                     | 5608     |
| 90  | Мушко становништво од 15 до 17 година похађа школу                                               | 2774     |
| 91  | Женско становништво између 15 и 17 година живота у школи                                         | 2834     |
| 92  | Становништво од 18 до 24 године похађа школу                                                     | 6960     |
| 93  | Мушко становништво од 18 до 24 године похађа школу                                               | 3315     |
| 94  | Женско становништво од 18 до 24 године похађа школу                                              | 3645     |
| 95  | Становништво од 8 до 14 година које не може да чита и пише                                       | 214      |
| 96  | Мушко становништво старосног доба од 8 до 14 година које не може да чита и пише                  | 145      |
| 97  | Женско становништво старосног доби од 8 до 14 година које не може да чита и пише                 | 69       |
| 98  | Становништво од 15 година и више које је неписмено                                               | 1686     |
| 99  | Мушко становништво од 15 година и више које је неписмено                                         | 760      |
| 100 | Женско становништво од 15 година и више које је неписмено                                        | 926      |
| 101 | Становништво старо 15 и више година без школовања                                                | 2019     |
| 102 | Мушко становништво старо 15 и више година без школовања                                          | 942      |
| 103 | Женско становништво старо 15 и више година без школовања                                         | 1077     |
| 104 | Становништво старосног доба 15 и више година са непотпуним основним образовањем                  | 5881     |
| 105 | Мушко становништво старосног доба од 15 година и више са непотпуном основним образовањем         | 2784     |
| 106 | Женско становништво старосног доба 15 и више година са непотпуном основним образовањем           | 3097     |
| 107 | Становништво старо 15 и више година са комплетним основним образовањем                           | 8506     |
| 108 | Мушко становништво старо 15 година и више са комплетним основним образовањем                     | 3896     |
| 109 | Женско становништво старо 15 и више година са комплетним основним образовањем                    | 4610     |
| 110 | Становништво старосног доба 15 и више година са непотпуним средњим образовањем                   | 4079     |
| 111 | Мушко становништво старосног доба од 15 година и више са непотпуним средњим образовањем          | 2211     |
| 112 | Женско становништво старосног доба од 15 година и више са непотпуним средњим образовањем         | 1868     |
| 113 | Становништво старо 15 и више година са пуним секундарном образовањем                             | 17115    |
| 114 | Мушко становништво старосног доба од 15 година и више са пуним секундарном образовањем           | 8263     |
| 115 | Женско становништво старосног доба од 15 година и више са пуним секундарном образовањем          | 8852     |
| 116 | Становништво старије од 18 година са постосновним образовањем                                    | 44442    |
| 117 | Мушко становништво старије од 18 година са постосновним образовањем                              | 21104    |
| 118 | Женско становништво старије од 18 година са постосновним образовањем                             | 23338    |
| 119 | Просечна оцена школовања                                                                         | 10.67    |
| 120 | Просечан ниво образовања мушке популације                                                        | 10.74    |
| 121 | Просечан ниво образовања женског становништва                                                    | 10.6     |
| 122 | Економски активно становништво                                                                   | 56003    |
| 123 | Економски активна мушка популација                                                               | 32509    |
| 124 | Економски активна женска популација                                                              | 23494    |
| 125 | Становништво које није економски активно                                                         | 35798    |
| 126 | Мушко становништво које није економски активно                                                   | 11439    |
| 127 | Женско становништво које није економски активно                                                  | 24359    |
| 128 | Запослено становништво                                                                           | 54044    |
| 129 | Запослено мушко становништво                                                                     | 31114    |
| 130 | Запослено женско становништво                                                                    | 22930    |
| 131 | Незапослена популација                                                                           | 1959     |
| 132 | Незапослена мушка популација                                                                     | 1395     |
| 133 | Незапослена женска популација                                                                    | 564      |
| 134 | Становништво без права на здравствене услуге                                                     | 18336    |
| 135 | Становништво које има право на здравствене услуге                                                | 99196    |
| 136 | Становништво које има право на ИМСС                                                              | 59370    |
| 137 | Становништво које има право на социјално осигурање                                               | 13448    |
| 138 | Становништво које има право на државно социјално осигурање                                       | 458      |
| 139 | Становништво које има право на опште осигурање или здравствено осигурање за нову генерацију      | 26027    |
| 140 | Становништво које је било једном или није било у браку током 12 година и више                    | 34078    |
| 141 | Венчано или уједињено становништво од 12 година и више                                           | 49173    |
| 142 | Становништво које је било у браку или уједињено 12 година и више                                 | 8680     |
| 143 | Становништво са католичком религијом                                                             | 106121   |
| 144 | Протестанти, еванђелисти и библијски следбеници различити од еванђелиста                         | 7193     |
| 145 | Становништво са другим религијама различитим од претходних                                       | 98       |
| 146 | Становништво без религије                                                                        | 3741     |
| 147 | Укупно пописаних домаћинства                                                                     | 34199    |
| 148 | Пописна домаћинства на челу са мушкарцима                                                        | 24743    |
| 149 | Пописна домаћинства на челу са женама                                                            | 9456     |
| 150 | Становништво у пописним домаћинствима                                                            | 117754   |
| 151 | Становништво у пописним домаћинствима на челу са мушкарцима                                      | 89808    |
| 152 | Становништво у пописним домаћинствима на челу са женама                                          | 27946    |
| 153 | Укупно домаћинстава                                                                              | 45843    |
| 154 | Укупно насељених домаћинстава                                                                    | 34909    |
| 155 | Укупно приватних кућа                                                                            | 45133    |
| 156 | Насељени приватни домови                                                                         | 34199    |
| 157 | Укупно насељених приватних кућа                                                                  | 34903    |
| 158 | Ненасељене приватне куће                                                                         | 8047     |
| 159 | Појединачна домаћинства за привремену употребу                                                   | 2887     |
| 160 | Становници у насељеним приватним кућама                                                          | 117754   |
| 161 | Насељеност станара у приватним становима                                                         | 3.44     |
| 162 | Просечно становника по соби у приватним насељеним домаћинствима                                  | 0.9      |
| 163 | Појединачна домаћинства са подовима од различитих материјала од земље                            | 33492    |
| 164 | Појединачна домаћинства у приземљу                                                               | 631      |
| 165 | Појединачна домаћинства са једном спаваћом собом                                                 | 9866     |
| 166 | Појединачна домаћинства са две спаваће собе и више                                               | 24251    |
| 167 | Појединачна домаћинства са једним собом                                                          | 650      |
| 168 | Појединачна домаћинства са две собе                                                              | 4101     |
| 169 | Појединачна домаћинства са 3 собе и више                                                         | 29347    |
| 170 | Појединачна домаћинства која имају електрично светло                                             | 34055    |
| 171 | Појединачна домаћинства која немају електрично светло                                            | 104      |
| 172 | Појединачна домаћинства која имају водоводну воду у стамбеном простору                           | 33789    |
| 173 | Појединачна домаћинства која немају водоводну воду у стамбеном простору                          | 340      |
| 174 | Појединачна домаћинства која имају тоалет                                                        | 34063    |
| 175 | Појединачна домаћинства која имају канализацију                                                  | 34045    |
| 176 | Појединачна домаћинства која немају канализацију                                                 | 61       |
| 177 | Појединачна домаћинства која имају електрично светло, довод воде из јавне мреже и канализацију   | 33670    |
| 178 | Појединачна домаћинства без икаквих услова                                                       | 62       |
| 179 | Појединачна домаћинства која имају радио                                                         | 28779    |
| 180 | Појединачна домаћинства која имају телевизор                                                     | 33431    |
| 181 | Појединачна домаћинства која имају фрижидер                                                      | 32545    |
| 182 | Појединачна домаћинства која имају машину за веш                                                 | 26930    |
| 183 | Појединачна домаћинства која имају аутомобил или комби                                           | 21725    |
| 184 | Појединачна домаћинства која имају рачунар                                                       | 16443    |
| 185 | Појединачна домаћинства која имају фиксну телефонску линију                                      | 18923    |
| 186 | Појединачна домаћинства која имају мобилни телефон                                               | 29510    |
| 187 | Појединачна домаћинства која имају приступ интернету                                             | 12113    |